# Catacauma nipponicum
Catacauma nipponicum är en svampart som beskrevs av Syd. & P. Syd. 1915. Catacauma nipponicum ingår i släktet Catacauma och familjen Phyllachoraceae.   Inga underarter finns listade i Catalogue of Life.